# 狼森と笊森、盗森
「狼森と笊森、盗森」（おいのもりとざるもり、ぬすともり）は、宮沢賢治の童話である。賢治が生前に出版した唯一の作品集『注文の多い料理店』に収録されている。現在の小岩井農場の北方に入植した村人たちと狼森、笊森、黒坂森、盗森との交流史が題材で、黒坂森の大巌が「私」に語って聞かせる形式になっている。
『注文の多い料理店』刊行の経緯については該当記事を参照。

## あらすじ
大昔、まだ岩手山の麓の一体が、原始林や野原だった頃の話。話は岩手山が噴火していた頃から始まり、草が生い茂り、木が生え、4つの森が形成されたところから始まる。
ある秋の日、森のはずれの野原に、4人の男がやってきて、入植を決める。彼らは家族を呼び寄せ、北にある4つの森に伺いをたて、畑を作ること、小屋を建てること、火を使うこと、木を貰うことの許しを貰って生活を始めた。森は冬のあいだ、彼らのために一生懸命、北からの風を防いでやった。
1年目の秋：彼らは小屋を2つ増やし、蕎麦と稗を収穫し、畑を増やして喜んだ。ところが、土の堅く凍った朝、9人の子供の内、小さな4人が消えてしまった。村人はあわてふためき、子供たちの居場所を尋ねると、森は「知らないぞお」ととぼけるが、来るなとは言わず、来いという。村人が狼森に入ると、消えた子供たちがオオカミたちと火を囲んでいるところを発見する。村人たちは消えた子供たちが、森でもてなしを受けていたことを告げられ、返礼として狼森に粟餅を差し出した。
2年目の秋：子供が3人産まれ、馬が2頭入り、森の木の葉と馬糞で肥料が完成し、収穫に恵まれ喜んだ。ところが霜柱が立った朝、農具がすべて消え、畑を広げることが出来なくなってしまった。困った村人が森に農具の所在を尋ねると、森は再び「知らないぞお」ととぼけるが、来るなとは言わず、来いという。狼森では何も収穫はなく、村人は笊森に入った。すると大木の根元に大きな笊が見つかり、開けてみると、消えた農具とともに異様な風体の山男が「ばあ。」と出てきた。村人が、こんな冗談はやめてほしいと頼んで農具を持って帰ろうとすると粟餅が要求され、村人は笑って狼森と笊森に粟餅を差し出した。
3年目の秋：野原は全て畑になって、小屋は大きくなり納屋も出来た。馬が3頭になり、大豊作となって村人は喜んだ。ところが、ある霜の降りた朝、収穫物が全部消えてしまった。村は大騒ぎになって、森に粟の所在を尋ねると、三たび森は「知らないぞお」ととぼけるが、来るなとは言わず、来いという。狼森と笊森では何も収穫はなく、狼と山男は意味ありげに笑って粟餅を要求した。村人は黒坂森に入ると、盗森に怪しい影が入ったと声が聞こえ、粟餅は要求されなかった。
その話を聞いて村人が盗森に怒鳴り込むと、「まっくろな手の長い大きな大きな男」が出てきて、自分を盗人だというやつはみんな叩き潰してやると村人を脅した。村人がひるんだ時、岩手山が「盗森も粟がほしかったのだ」と仲裁に入り、事なきを得る。村人が村に帰ると粟が戻っており、4つの森にそれぞれ粟餅を差し出した。
それから毎年粟餅が森へ差し出され、村人と4つの森は友達となった。黒坂森の大岩は別れ際「粟餅も時節がら、ずいぶん小さくなったが、これもどうも仕方がない」とこぼして物語が終わる。

## 地理的設定
作品中の狼森、笊森、黒坂森、盗森はいずれも小岩井農場のそばにある実在の森である。
位置情報
- 狼森（三等三角点：丸谷地、岩手県岩手郡雫石町大字雫石第26地割字丸谷地68-2）
- 笊森
- 黒坂森
- 盗森